# 大库联乡
大库联乡，是中华人民共和国内蒙古自治区乌兰察布市兴和县下辖的一个乡镇级行政单位。

## 行政区划
大库联乡下辖以下地区：
大库联村、哈少营村、边家村、一堵墙村、海卜子村、铁匠沟村、杨树湾村、幸福村、李东良村、羊场沟村、西号村、二道洼村、五号村、三海洼村、大黑沟村、曹四夭村和康卜诺村。